# Al-Yaqubi
Ahmad ibn Abu Ya'qūb ibn Ja'far ibn Wahb Ibn Wadih al-Ya'qubi (? – 897), connu sous le nom de al-Yaqubi, est un historien et géographe arabe reconnu par ses pairs, auteur d'une Histoire du Monde, Ta'rikh ibn Wadih (Chronique d'Ibn Wadih), et d'une géographie générale, Kitāb al-buldān (Livre des Pays) qui contient en particulier des descriptions de Bagdad et Samarra.
Il était le petit-fils de Wadih, affranchi du calife al-Mansur. Il vécut en Arménie et au Khorasan, jusqu'en 873 sous la dynastie iranienne des Tahirides, dont il écrivit l'histoire. Après la chute des Tahirides il voyagea de l'Inde au Maghreb puis mourut en Égypte.